# 老霄頂
老霄頂位於四川省樂山市市中區，文物遺址年代判定為清。1991年4月16日公佈為四川省第三批文物保護單位。